# Sinonipponaphis holboelliae
Sinonipponaphis holboelliae är en insektsart som först beskrevs av Ghosh, A.K. och D.N. Raychaudhuri 1973.  Sinonipponaphis holboelliae ingår i släktet Sinonipponaphis och familjen långrörsbladlöss. Inga underarter finns listade i Catalogue of Life.